# Церковь Крайст-черч
Церковь Крайст-черч (Собо́р Христа, англ. Christ Church Cathedral), также известен как Собо́р Свято́й Тро́ицы (англ. The Cathedral of the Holy Trinity) — главный кафедральный собор Дублина. Является кафедрой двух архиепископов Дублина — католического и англиканского Церкви Ирландии, фактически католический архиепископ использует другую церковь — Церковь Святой Марии на улице Мальборо в Дублине. Собор Христа расположен в центре исторической части Дублина и один из трёх древнейших соборов который можно наблюдать с реки Лиффи.

## История
Собор основал в 1031 году король викингов Ситрик Шёлковая Борода для первого архиепископа Дублина Доната.
В 1171 году рождественское богослужение посетил король Генрих II. После этого началась активная перестройка собора, многие англо-нормандские магнаты жертвовали на реконструкцию. Были построены хор, трансепты, а также часовни Девы Марии, святого Ло и святого Эдмунда.
Часовня святого Лаврентия О’Тула была пристроена в XIII веке. Святой Лаврентий был вторым архиепископом Дублина и при жизни служил в Соборе Христа. Большая часть современного нефа собора была построена в 1230 году.
В 1300 году архиепископ Ферингс установил соглашение между Собором Святого Патрика и Собором Христа, известное как Pacis Compostio, определяющее статус соборов.
В 1487 году в соборе была проведена коронация самозванца Ламберта Симнела как короля Эдуарда VI, который безуспешно пытался свергнуть английского короля Генриха VII.
В XIX веке собор реставрирован, добавлены некоторые строения, зал синода. Работы оплатил известный владелец дистилляторных заводов Генри Ру, стоимость работ составил примерно 230 000 фунтов, примерно 26 миллионов евро на 2006 год.

## Интересные факты
В обширной (протяжённостью 63,4 метра) крипте под собором наравне с произведениями искусства выставлены найденные при чистке органа в 1860 году мумифицировавшиеся крыса и кошка.[значимость факта?]